# Akkumulatorenfabrik (Hannover)
Die Akkumulatorenfabrik in Hannover, zeitweilig auch Accumulatoren-Fabrik und Akkumulatorenwerk Hannover-Stöcken oder Akkumulatorenwerke Hannover-Stöcken genannt, ist seit den 1930er Jahren ein Produktionsstandort für Batterien und Akkumulatoren (insbesondere zur Verwendung in Automobilen) auf dem Industriegelände Stöcken-Marienwerder.

## Geschichte
Die Akkumulatorenfabrik nahe dem Nordhafen Hannovers, im Volksmund auch schlicht „Akku“ genannt, war das zweite Zweigwerk der seit dem Jahr 1888 in der Stadt Hagen industriell produzierenden Akkumulatoren-Fabrik AG (AFA), die später unter dem Namen VARTA international bekannt wurde. In der Zeit des Nationalsozialismus wurde die Großfabrik ab 1938 bis in den Zweiten Weltkrieg hinein errichtet. Auf dem rund 90 ha großen Betriebsgelände verliefen die Fertigungsabläufe in einer Ebene. Statt der ursprünglich geplanten Antriebs- und Starter-Bleibatterien für verschiedene Fahrzeuge wurden ab dem Kriegsjahr 1940 Antriebsbatterien für U-Boote und Torpedos produziert. Hierzu wurden Kriegsgefangene, Fremdarbeiter und KZ-Insassen zur Zwangsarbeit verpflichtet, die unter anderem in dem eigens auf dem Fabrikgelände errichteten Außenlager des KZ Neuengamme untergebracht wurden, dem KZ Hannover-Stöcken.
Während der Luftangriffe auf Hannover entstanden in der Akkumulatorenfabrik kaum Kriegsschäden, so dass zunächst im Juni 1945 Starterbatterien für die Britischen Besatzungstruppen produziert werden konnten. Dennoch kam es ab 1946 zu Demontagen.
Die Nachkriegszeit verhalf der „Akku“ – nachdem ab 1950 die Produktionsabläufe modernisiert worden waren – aufgrund der zunehmenden Motorisierung im Zuge des sogenannten „Wirtschaftswunders“ zu einem wirtschaftlichen Aufschwung: Bereits 1959 produzierten rund 2000 Beschäftigte ein aus Starterbatterien sowie Motorrad- und andere Kleinbatterien zusammengesetztes Produktportfolio, das – nachdem die AFA 1962 in VARTA umbenannt wurde – 1964 um Trockenbatterien ergänzt wurde.
1966 wurde der Sitz der Gesellschaft – unter deren Dach die Fabrikationsstandorte Hagen, Hannover und Ellwangen als eigenständige GmbH operierten – zunächst von Hagen nach Frankfurt am Main und 1969 schließlich ebenfalls nach Hannover verlegt. Unterdessen engagierte sich die Dachgesellschaft auf vielfältigen Produktionsfeldern außerhalb der reinen Batterieherstellung.

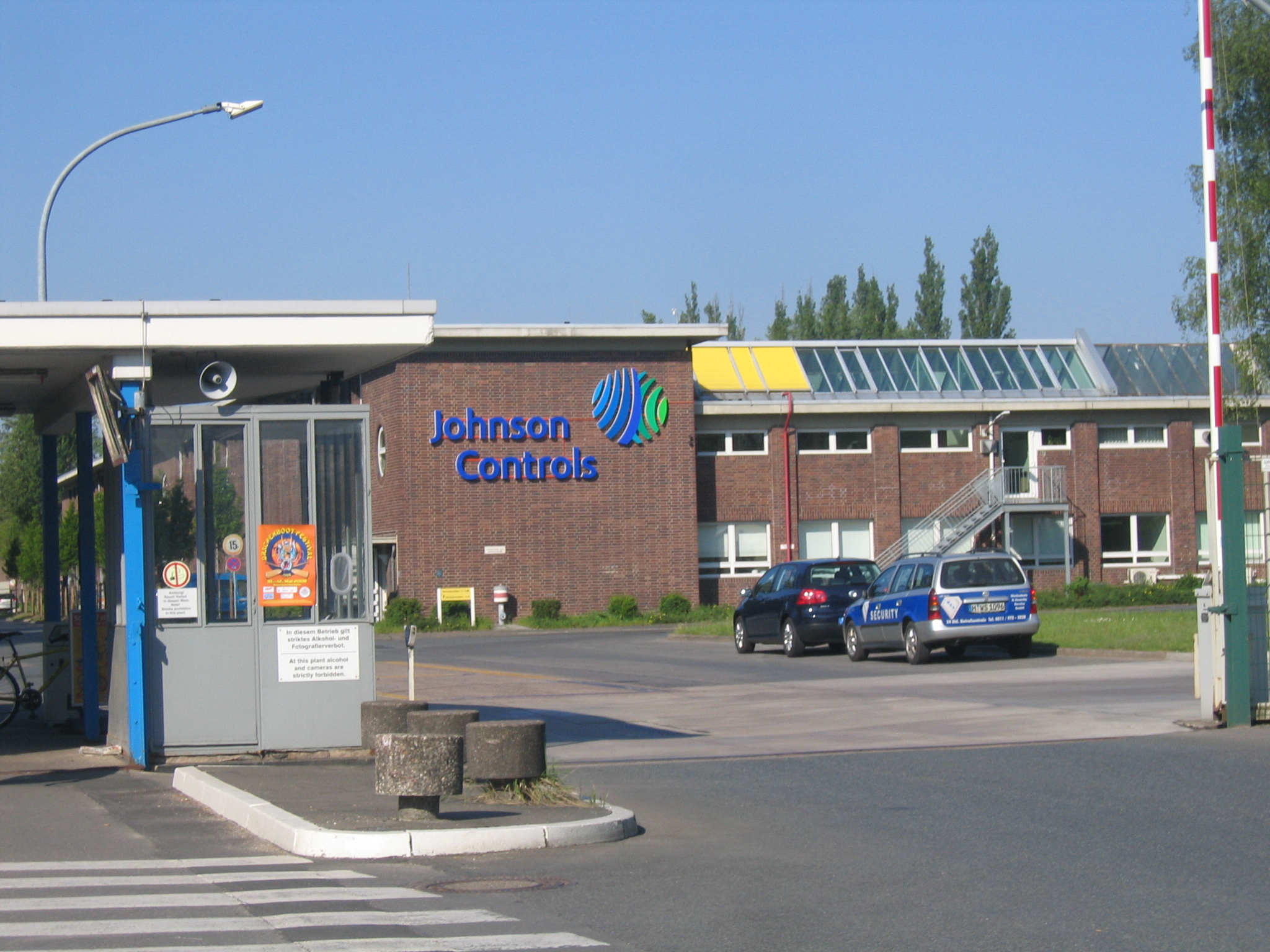
Haupteingang des ehemaligen Johnson-Controls-Werkes in Hannover-Marienwerder, ehemals VARTA

Anfang der 1990er Jahre begann eine umfangreiche Restrukturierung der VARTA, in deren Folge die bisherige „Kaufhaus-Struktur“ ebenso wie verschiedene Werke in Deutschland und Skandinavien aufgegeben wurden. Ab 1992 kooperierte das Unternehmen mit der Robert Bosch GmbH und bildete – unter mehrheitlicher Führung der VARTA – ein Gemeinschaftsunternehmen sowohl für die Produktion als auch den Vertrieb von Autobatterien unter der Firma VB Autobatterie GmbH. Doch bereits wenig später begann ab 1995 die Auflösung der VARTA: Die verlustreiche Sparte Industriebatterien wurde durch die Großaktionäre der Industriellenfamilie Quandt sowie die Deutsche Bank an den britischen Konzern BTR verkauft und der Gründungsstandort Hagen stillgelegt. 1998 wurde die Varta-Plastic abgegeben.
Zum Ende des Jahres 2000 wurden 92 % der Aktien gegen knapp 300 Millionen Euro von einer Tochtergesellschaft der Deutschen Bank namens DB Investor übernommen und an die Gopla GmbH weitergereicht, an der die Deutsche Bank zu 39 % und die beiden früheren Hauptaktionäre aus der Familie Quandt zu 25,1 % beteiligt waren.
2001 wurde der Geschäftsbereich Microbatterien ausgegliedert, die entstandene Varta Microbattery wurde eine Tochtergesellschaft der Varta AG in Hannover.
Im Sommer 2002 wurden die beiden größten Arbeitsbereiche von Varta verkauft. Zuerst wurde die Mehrheitsbeteiligung im Bereich der Gerätebatterien an den Batteriehersteller Rayovac abgegeben. Eine Woche später kaufte der Kooperationspartner Johnson Controls für 312,5 Millionen Euro den 80-Prozent-Anteil von Varta an der VB Autobatterie GmbH mit der Robert Bosch GmbH und damit den größten Bereich. Varta verblieben 1.700 Beschäftigte und rund 130 Millionen Euro Umsatz im Bereich der Mikrobatterien.
Die Herstellung der Autobatterien auf dem ehemaligen VARTA-Gelände in Hannover wurde jedoch unter dem Namen Johnson Controls fortgeführt.
Mitte November 2018 gab die Johnson Controls (JC) im Zuge eines „strategischen Umbruchs“ den Verkauf ihrer seinerzeit hochlukrativen Batteriesparte „Power Solutions“ an eine in Kanada sitzende Investment-Gruppe unter Führung der Brookfield Business Partners bekannt. Für den Kaufpreis von 13,2 Milliarden Dollar wurde der Eigentümerwechsel bis Ende Juni realisiert. Es entstand die Firma Clarios. Betroffen vom Verkauf waren rund 1300 Mitarbeiter im hannoverschen Werk. In Hannover sitzt zudem, neben einer Forschungs- und Entwicklungsabteilung mit etwa 25 Mitarbeitern, jene Steuerungszentrale, von der aus die Geschäfte in Europa, Afrika und dem Mittleren Osten mit insgesamt rund 3500 Mitarbeitern gelenkt werden. Laut dem damaligen Betriebsratsvorsitzenden Andreas Scherer drohte durch den Verkauf jedoch kein Personalabbau in Hannover. Clarios Hannover firmiert unter der Bezeichnung Clarios VARTA Hannover GmbH. Der Markenname VARTA bleibt bei Clarios erhalten. Zur VARTA AG in Ellwangen bestehen keine gesellschaftsrechtlichen Beziehungen.